# 白水河水库
白水河水库是中国四川省绵阳市安县境内的一座水库，位于凯江支流白水河上，建于1958年。水库正常库容为1278万立方米，集雨面积为12平方千米，海拔为659.5米。